# Ida Kavafian
Ida Kavafian (armeni occidental: Այտա Գավաֆեան)  (Istanbul, 29 d'octubre de 1952) (armènia Իդա Քավաֆյան), és una violinista, violista i professora de música nord-americana d'origen turca-armènia.

## Vida i treball
Kavafian va néixer a Istanbul el 29 d'octubre de 1952, de pares armenis. Va anar als Estats Units amb la seva família el 1956 i va començar a estudiar violí a Detroit als sis anys amb Ara Zerounian, i va continuar amb Mischa Mischakoff. Del 1969 al 1975 va estudiar a la Juilliard School amb Oscar Shumsky i Ivan Gamalian, i el 1973 va guanyar el concurs internacional de violí Vianna da Motta a Lisboa. Com a guanyadora de les audicions internacionals "Young Concert Artists", va debutar el 1978 amb un recital al Carnegie Hall de Nova York. El mateix any es va convertir en membre del Tashi Ensemble del pianista Peter Serkin (amb Richard Stoltzman i Fred Sherry), amb qui va debutar amb els Young Concert Artists com a solista. El 1982 va obtenir la medalla de plata la inauguració del Concurs Internacional de Violí d'Indianapolis.
La seva col·laboració amb la seva germana Ani Kavafian va començar el 1983 amb una actuació al Carnegie Hall. Del 1983 al 1984 va fer una gira amb Chick Corea (Septet). Del 1989 al 1993 i del 1996 al 2002 va ser membre de la Chamber Music Society, del 1992 al 1998 del Beaux Arts Trio. Altres companys musicals van ser el Guarneri, l'Orió, el Xangai i el Quartet de corda nord-americà, Wynton Marsalis, Mark O'Connor, Marty Krystall i altres.
El 1998 va fundar el seu propi quartet de corda Opus One amb Anne-Marie McDermott, el seu marit Steven Tenenbom i Peter Wiley. El seu repertori inclou obres de Mozart, Beethoven i Mendelssohn, així com composicions de compositors contemporanis com Ruth Crawford Seeger, Charles Wuorinen i Toru Takemitsu, que van escriure un concert per a violí.
Kavafian imparteix classes al Curtis Institute of Music des del 1998, on va rebre el premi Lindback Foundation for Distinguished Teaching el 2013. També va ensenyar a la Juilliard School i al Conservatori Superior de Música del Bard College. Durant més de 30 anys va dirigir el Festival Music d'Angel Fire, en el programa del qual per a joves artistes van participar més de 200 estudiants de l'Institut Curtis, entre ells William Welter. Durant deu anys va ser la directora artística del programa Bravo! Vail Valley Music Festival.
El seu violí data del 1751 i és obra de J. B. Guadagnini, i la seva viola la va fabricar Moes and Moes l'any 1987.